# Vicariato apostólico de Siberia
El vicariato apostólico de Siberia (en latín: Vicariatus Apostolicus Siberiae Latinorum y en ruso: Апостольский викариат Сибири) fue una circunscripción eclesiástica de la Iglesia católica en Rusia. Se trataba de un vicariato apostólico latino, inmediatamente sujeto a la Santa Sede. Fue suprimido de hecho por aniquilación hacia 1938 y formalmente el 13 de abril de 1991.

## Territorio y organización
El vicariato apostólico tenía 9 500 000 km² (después de la separación de Vladivostok) extendía su jurisdicción sobre los fieles católicos de rito latino residentes inicialmente en las óblast de Vladivostok, Irkutsk, Omsk, Tomsk y Tashkent del Imperio ruso.
La sede del vicariato apostólico se encontraba en la ciudad de Tomsk.
En 1921 en el vicariato apostólico existían 5 decanatos: Tomsk, Omsk, Irkutsk, Tashkent y Vladivostok.

## Historia
Los católicos, en su mayoría polacos, lituanos y alemanes, llegaron a Siberia a medida que ocurría el avance ruso hacia el Lejano Oriente. La jurisdicción de las parroquias católicas de Siberia Occidental estuvo sujeta, hasta la Revolución de Octubre de 1917, a la arquidiócesis de Mogilev, cuyo arzobispo (generalmente polaco) residía en San Petersburgo, capital del Imperio ruso. Por entonces hubo un decanato en Omsk y otro en Tomsk. 
Los primeros sacerdotes fundaron pequeñas comunidades parroquiales a principios del siglo XIX, entre ellas la parroquia de Irkutsk que fue fundada en 1820. De ella dependían otras comunidades que se extendían hasta Yakutsk. La parroquia de Krasnoyarsk fue fundada en 1836, la de Nikolayevsk del Amur en 1866, que fue transferida a Vladivostok en 1890. Las primeras parroquias en Tomsk aparecieron a principios del siglo XIX, y desde 1840-1850 en Omsk, Tobolsk, Barnaul y Ekaterimburgo. A principios de siglo se crearon nuevas parroquias en Tyumen, Novonikolaevsk (hoy Novosibirsk), Kaïnsk, Ishim, Kurgan, etc.
La erección de un vicariato apostólico fue propuesta a la Santa Sede en 1920 por el arzobispo de Mogilev, Edward (Ropp), que había sido expulsado de la Rusia soviética. El vicariato apostólico de Siberia fue erigido el 1 de diciembre de 1921 por el papa Benedicto XV, cuando el nuevo poder soviético se afianzaba, creyendo que contaba con su neutralidad, y mientras la Iglesia ortodoxa rusa sufría una persecución religiosa sin precedentes en el mundo moderno. Después de la Revolución de Octubre comenzó un asalto a gran escala contra la religión. Se cerraron y destruyeron iglesias y se reprimió a los sacerdotes. Los católicos sumaban 150 000 en un inmenso territorio, saliendo de una guerra civil y sumidos en la angustia. 
El vicario apostólico designado, Gerard Piotrowski, no pudo tomar posesión y se hallaba en Harbin, Manchuria, a donde se dirigieron los emigrados blancos tras su derrota en Vladivostok.
El 2 de febrero de 1923 cedió parte de su territorio (las óblast de Primorie y Amur) para la erección de la diócesis de Vladivostok mediante la bula Semper Romani del papa Pío XI.
En 1926, el decano de Tomsk, Julian Gronsky, se convirtió en vicario apostólico, lo que condujo a la instalación real del centro del vicariato apostólico en Tomsk.
Este vicariato apostólico pronto quedó inoperante y las estructuras de la Iglesia católica de Siberia fueron, a pesar de un intento de reorganización en 1926, totalmente destruidas unos años más tarde. Sus sacerdotes fueron expulsados, arrestados o ejecutados. La Iglesia católica prácticamente dejó de existir en el territorio de la Unión Soviética a fines de la década de 1930. Ya no había oficialmente un solo sacerdote católico activo en este inmenso territorio en 1939. Sin embargo, un pequeño número de ellos logró mantener la actividad clandestina durante muchos años.
Como consecuencia de la perestroika y el glásnost impulsados por Mijaíl Gorbachov, poco antes de la Disolución de la Unión Soviética el 13 de abril de 1991 el papa Juan Pablo II suprimió tácitamente el vicariato apostólico de Siberia erigiendo la administración apostólica de Kazajistán de los latinos (mediante la bula Cum propter populorum) y la administración apostólica de Novosibirsk de los latinos (mediante la bula Iam pridem Decessor).

## Estadísticas
El decanato de Vladivostok al momento de su separación en 1923 contaba con 6 iglesias, 6 sacerdotes y 20 000 fieles.
El 1 de enero de 1925 el vicariato apostólico contaba con 77 920 fieles y 12 sacerdotes:
- Decanato de Omsk: 3 iglesias y 25 120 fieles;[7]
- Decanato de Tomsk: 5 sacerdotes y 27 500 fieles;
- Decanato de Irkutsk: 3 sacerdotes y 23 800 fieles;
- Decanato de Tashkent: 1 sacerdote y 1500 fieles.

## Episcopologio
- P. Gerard Piotrowski, O.F.M. (formalmente desde el 1 de diciembre de 1921, en realidad desde el 17 de diciembre de 1924-1926) (no tomó posesión)

- - Sede vacante (1926-1991)
  - P. Julian Gronski (1 de noviembre de 1926-1931 encarcelado) (administrador apostólico)
  - P. Hieronymus Cerpento (1931-2 de junio de 1935 encarcelado) (administrador interino)